# آنا كوموروفسكا
آنا جوليا كوموروفسكا (ولدت في 11 مايو 1953م) , هي عالمة فقه اللغة البولندية الكلاسيكية والسيدة الأولى السابقة لبولندا، بصفتها زوجة الرئيس الخامس لبولندا، برونيسلاف كوموروفسكي.

## بداية حياتها و تعليمها
و هي ابنة ليان دزيادزيا و جوزيفا ديبتوا (ولدت باسم: هانا روجر)، حيث كان والداها يعملان في وزارة الأمن العام الشيوعية في بولندا ما بعد الحرب. قُتل أجدادها من الأم ولف وإستيرا روجر في الهولوكوست، ثم غيرت الأسرة فيما بعد اسمها إلى «ديمبوسكي».
درست آنا ديمبوسكا في مدرسة تاديوش ريجتان الثانوية، وواصلت قراءة الفقه للغة الكلاسيكية في جامعة وارسو، وتخرجت عام 1977م بدرجة الماجستير.

## حياتها المهنية
كانت كوموروفسكا مُدرسًة لاتينيًة في مدرسة ثانوية. حيث التقت برونيسلاف كوموروفسكي في عام 1970م، عندما كانت عضوًا في كزارنا جيدنكا. ثم تزوجا عام 1977م و لديهما خمسة أطفال: زوفيا (مواليد 1979م)، تاديوس (مواليد 1981م)، ماريا (مواليد 1983م)، بيوتر (مواليد 1986م) و إليبيتا (مواليد 1989م).
فبعد تطبيق الأحكام العرفية في بولندا، تم اعتقال زوجها في 31 ديسمبر 1981م، حيث وصلت إلى معسكر الاعتقال كواحدة من أول ثلاث نساء يفعلن ذلك. و بعد سقوط الشيوعية في بولندا، عملت في شركة تأمين لمدة خمس سنوات.

## مراتب الشرف
موناكو: ضابط مع وسام سانت تشارلز (أكتوبر 2012م ، موناكو)
السويد: قائد مع وسام الصليب العظيم للنجم الشمالي (4 مايو 2011م)